# Hedehusum
Hedehusum (dansk/tysk) eller Hedehüsem (nordfrisisk) er en landsby på øen Før i Nordfrisland (Sydslesvig) i det nordlige Tyskland. Byen er beliggende øst for Yttersum og vest for Vitsum på øens gestkerne. Administrativt hører byen til Yttersum kommune.
Hedehusum blev første gang nævnt i 1462. Stednavnet henviser til tidligere hedearealer omkring byen. Der er flere gravhøje fra bronzealderen og vikingetiden i området. I kirkelig henseende hører byen til Sankt Laurentii Sogn. Sognet lå Vesterherred (Vesterland-Før), da området tilhørte Danmark. Vesterland-Før var en af de kongerigske enklaver ved den sønderjyske vestkyst, der i det sene middelalder ikke kom under Hertugdømmet Slesvig. Hedehusum var en af i alt tre byer på Før, hvor der ved folkeafstemningen i 1920 var flertal for en genforening med Danmark. Da de ikke lå direkte ved grænsen, forblev de under Tyskland. I Hedehusum stemte i alt 16 indbyggere for Danmark, 11 for Tyskland. I 1970 blev landsbyen indlemmet i Yttersum kommune.
Hedehusum er overvejende præget af landbrug og turisme. Mod Vesterhavet syd for byen findes en lille klint.